# أليكس (ألبرتا)
أليكس (بالإنجليزية: Alix, Alberta)‏ هي قرية تقع في كندا في ألبرتا. يقدر عدد سكانها بـ 830 نسمة ومساحتها 3.15 كم2 وترتفع عن سطح البحر 895 متر.